# Вернстрём, Свен
Свен Гуннар Вернстрём (швед. Sven Gunnar Wernström; 3 апреля 1925, Стокгольм — 6 сентября 2018) — шведский писатель-коммунист.

## Биография
Работал в типографии до 1964 года, а затем выступил и как писатель.
Часто его книги имеют политический подтекст. Начиная с «Мексиканца» (1963), где описываются классовые противоречия мексиканского общества и ограбление мексиканских индейцев, а также его продолжения — «Освободитель» (1965) — Вернстрём пишет книги для подростков. До этого он не выходил за рамки популярной массовой литературы, создавая книги как для мальчиков, так и девочек, некоторые из них — в соавторстве со Стигом Мальмбергом. Вернстрём написал также несколько книг о животных (в серии «Книги о животных для юношества»).
В 1985 году на муниципальных выборах в Норрчёпинге Свен Вернстрём был кандидатом от Коммунистической марксистско-ленинской партии (революционной) (с 2005 года носит название Коммунистической партии).
В 1989—1991 годах был членом Шведской академии детской литературы.
Играл на цитре и состоял в обществе цитристов.

## Премии и награды
- Медаль Нильса Хольгерсона за «Рабы» (1974)
- Премия газеты «Экспрессен» «Слонопотам» за «Страх рабов» (1978)
- Премия имени Туре Нермана (1989)
- Премия по культуре Объединения профсоюзов (2004)